# José Luis Tamayo
 José Luis Tamayo Terán (Chanduy, 29 de julio de 1858 - Guayaquil, 7 de julio de 1947) fue un abogado, periodista y político ecuatoriano que ejerció como Presidente del Ecuador entre el 1 de septiembre de 1920 y el 31 de agosto de 1924.

## Biografía
José Luis nació en la población de Chanduy, Provincia de Guayas (actualmente en la Provincia de Santa Elena). Fue el segundo hijo de Manuel Tamayo Roca y de Delfina Terán, quedó huérfano a temprana edad. Realizó sus estudios en el Colegio de San Vicente en Guayaquil. Fue profesor de latín y colaboró en varios periódicos. En 1883 obtuvo el título de abogado. Se casó en 1897 con Esther Concha Torres y tuvo seis hijos. 
Reportero, editor y director trabajó en La Nación (1879), Los Andes (1886), Diario de Avisos (1887), La Opinión Pública (1888), Revista Literaria y La Reforma (1889). Desde ellos defendió la causa liberal, condenó el fusilamiento de Luis Vargas Torres y promovió la candidatura de diputados y senadores. En 1895 integró la comisión que investigó el caso de "La Venta de la Bandera" y ocupó la jefatura Civil y Militar de Manabí al comienzo de la Revolución Liberal de 1895. Peleó como soldado en la batalla de Gatazo, que consolidó la Jefatura Suprema del general Eloy Alfaro, y obtuvo el grado de cabo primero. Terminada la campaña, Alfaro lo nombró coronel, pero Tamayo declinó el ofrecimiento por considerarlo desproporcionado. Trabajó en la jefatura Suprema de Alfaro como Ministro del Interior, y renunció al poco tiempo por desacuerdos con el general y por defender el derecho a la libertad de prensa. Perdió sus bienes en el Gran Incendio de Guayaquil en 1896. Fue elegido diputado por la Provincia de Esmeraldas en 1898. Al año siguiente y también en 1901 presidió el Senado.

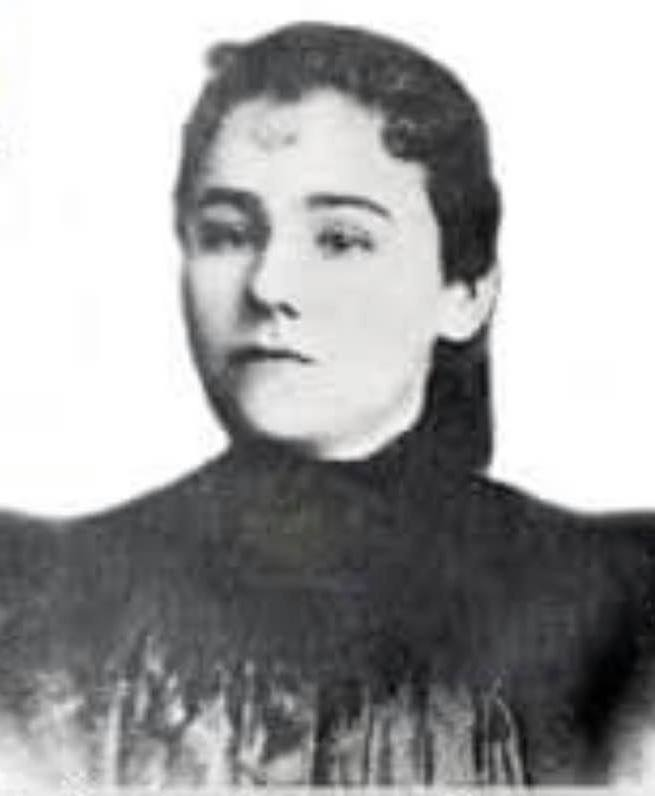
Retrato de Esther Concha Torres, su esposa.

Durante la segunda presidencia de Eloy Alfaro, el domicilio de Tamayo fue allanado. "Que ponga el general Alfaro la mano sobre su pecho y que declare sinceramente si tiene el derecho de llamarse jefe del Partido Liberal el hombre en cuyo Gobierno los ciudadanos no gozan de ninguna garantía, de ninguno de los derechos que proclama y sostiene esa noble agrupación política ", dijo Tamayo al tiempo de exiliarse del Ecuador. En 1916 trabajó por la candidatura de Alfredo Baquerizo Moreno y en 1920 fue elegido presidente.
En 1924 poco antes de terminar el mandato, perdió a su esposa. No volvió a la vida pública y se dedicó durante 23 años hasta su muerte al ejercicio de la profesión de abogado. En 1940 se le designó presidente del concejo cantonal de Guayaquil sin sueldo y en 1942 fue nombrado "el mejor ciudadano de Guayaquil".
Tenía fama de íntegro e incorrupto, de generoso con los pobres, de hombre de gran fortaleza. "Vivo muy honroso con mi pobreza ", escribió en un telegrama de agradecimiento al declinar una pensión vitalicia que le había concedido el Congreso. Trabajó para subsistir hasta que fue fulminado por un derrame cerebral 21 días antes de su fallecimiento.
Murió en Guayaquil, el 7 de julio de 1947 a los 88 años de edad. Dejó a su familia un legado de cinco mil sucres por un trabajo profesional que no había cobrado todavía.
Sus descendientes actuales son los: Tamayo Navarro, Tamayo Manrique, Tamayo Rigail y Tamayo Suárez.

## Presidencia Constitucional del Ecuador
Triunfó de manera arrolladora en las elecciones presidenciales de 1920 y tomó posesión del cargo el 1 de septiembre de 1920.
El presidente José Luis Tamayo había llamado a su despacho a un grupo de productores que extorsionaban al pueblo vendiendo a precios escandalosos el arroz y el azúcar. El grupo se negó a bajar los precios aduciendo el alza de los fletes del transporte naviero, la vigencia de listas negras y los efectos inflacionarios de la Ley Moratoria. "Pero, señores, no ganen tanto ", les dijo el presidente. Esta anécdota que otros historiadores cuentan como dirigida a los banqueros revela la crisis económica del Ecuador a comienzos de la década de 1920 y la fortaleza y rectitud de carácter de José Luis Tamayo. Los historiadores han juzgado a este presidente a la luz de dos hechos sangrientos ocurridos en su mandato: Masacre de obreros del 15 de noviembre de 1922 y la represión a los indios sublevados en la hacienda de Leite, provincia de Tungurahua, el 13 de noviembre de 1923.  
La caída de la producción y de los precios del cacao produjo malestar económico. En 1922 el sucre se devaluó de 2,25 el dólar a 4,27. El costo de la canasta familiar en Quito había subido de 193 sucres en 1920 a 215 en 1922. La carestía de la vida llevó a protestas populares especialmente en Guayaquil, donde los artesanos venían organizándose desde 1896. En la década de 1920 estaba activa la Sociedad de Socorros Mutuos, cuya semilla se había echado en 1879. La Confederación de Obreros del Guayas, fundada en 1905, había logrado para 1920 la adhesión de 14 sociedades obreras. En octubre de 1922 los trabajadores de Guayaquil y Quito Railway y un grupo de agitadores anarquistas se declararon en huelga. En noviembre la gran asamblea de trabajadores de Luz y Fuerza Eléctrica y Carros Urbanos presentó un pliego de peticiones. La Asociación Gremial del Astillero (artesanos y pequeños comerciantes de ese barrio) los apoyó. 
La Sociedad de Tipógrafos se declaró también en huelga general. Guayaquil se quedó sin luz ni mercados durante una semana y el 14 de noviembre la ciudad pasó al control de las fuerzas populares, cuyos directivos faltos de experiencia no pudieron contenerlas. En la agitación popular había intervenido también la fracción de la oligarquía antigobiernista vinculada a la actividad bancaria y enemiga del Banco Comercial y Agrícola de Guayaquil. Enrique Baquerizo Moreno, Carlos Puig, José Vicente Trujillo, entre otros, manipularon la insurrección al incluir en los postulados de esta la intervención del Gobierno en la venta de documentos financieros del exterior (incautación de giros) y en la baja del dólar.
El 15 de noviembre la policía y el ejército reprimieron brutalmente una manifestación popular. El cálculo del número de muertos varía. Según el diario El Telégrafo del 17 de noviembre, hubo nueve muertos y 76 heridos; según el anarquista Alejo Capelo, que da los nombres, fueron 13 las mujeres y 76 los hombres muertos, y 161 los heridos; luego Capelo subió la cifra a 900 víctimas; después se ha hablado, ligeramente, de millares. Veinticuatro años más tarde, Joaquín Gallegos Lara novelaría la matanza de noviembre en Las cruces sobre el agua. Un zambo cargador dice a Alfonso Cortés, uno de los protagonistas de la novela: "Como eran bastantísimos (los muertos), a muchos los tiraron a la ría por aquí, abriéndoles la barriga con bayoneta, a que no rebalsaran ". En una carta del 3 de diciembre de 1922 a Adelaida Velasco Galdós, dice el presidente Tamayo: 

"Los políticos preteridos comenzaron desde la iniciación de mi Gobierno una ruda campaña de oposición sistemática contra la Administración, culpando a mi Gobierno de la situación económica y de ineptitud para resolver problemas que ningún país del mundo puede resolver mientras no desaparezcan las causas del desquiciamiento político, social y económico. Toda la prensa apoyó injusta y temerariamente esta campaña... De esta labor antisocial de la prensa se aprovecharon los propagandistas del bolchevismo... Baquerizo (Enrique) creyó oportuna para sus planes la situación anómala que se presentaba. Mandó agentes a todas partes para provocar un levantamiento general de obreros haciéndoles creer que la incautación mejoraría la situación de ellos... (... ) ... (Entonces) él se pre- sentaría en el momento oportuno como caudillo y salvador de la clase obrera ".

Para los historiógrafos de la izquierda, el proletariado del Ecuador tuvo aquí su bautismo de sangre y gracias a él superó las desviaciones de una conducción anarquista. Para Jaime Durán Barba, historiador de los movimientos obreros artesanales, es discutible que "el proletariado" haya sido el que con un alto nivel de conciencia hubiera llevado adelante las movilizaciones de noviembre. Más bien fue grande, dice, la importancia de los sectores artesanales en estos hechos, (además de que) los sectores asalariados que en ellos participaron no tenían todavía una conciencia "proletaria". En todo caso, el 15 de noviembre de 1922 se habría de convertir en bandera de lucha y punto de referencia del sindicalismo marxista ecuatoriano.
El periodista José Abel Castillo publicó en El Telégrafo, de Guayaquil, una protesta por la masacre por lo que Tamayo ordenó su captura y prisión en el Panóptico de Quito.
Según el informe del ministro de Hacienda de 1921, "la decisión parlarmentaria de subordinar la responsabilidad fiscal a la conveniencia política era la causa de la crisis financiera del Ecuador". Esto se manifestaba en la progresiva descentralización del sistema fiscal para atender intereses localistas y regionalistas. Tamayo contrató a John Hord, asistente financiero norteamericano, para que colaborara en la reforma del sistema fiscal. El presidente pudo presentar al Congreso un presupuesto unificado para el año fiscal de 1924. Pese a la crisis y contribuyendo al descalabro fiscal, Ecuador se modernizaba: se inauguró la radiocomunicación entre Guayaquil y Quito y el servicio inalámbrico con estaciones en Esmeraldas, Machala y La Puná; se saneó a Guayaquil y se la canalizó, pavimentó y dotó de agua potable y de un hospital general, y se hizo el primer censo de población de la ciudad; se asfaltaron las calles de Quito, se instaló en ella el bombeo de agua y la canalización, se la embelleció con monumentos y fuentes como la de "La Insidia", trabajada por el artista Antonio Salas, y se construyó la Avenida 24 de Mayo en la antigua quebrada de Jerusalén. Con estas obras se conmemoraron los cien años de la Batalla de Pichincha. Se saneó a Ibarra y se instalaron faros a lo largo de la región Costa. 

Escudo de José Luis Tamayo como caballero de la Orden de Isabel la Católica.

Llegaron profesores alemanes para mejorar el sistema educativo, se editó el mapa físico-escolar del Ecuador elaborado por Luis Tufiño, se inauguró en Quito el colegio Veinticuatro de Mayo, y se construyeron los edificios de los colegios Maldonado de Riobamba y Bolívar de Ambato, se inauguró la Biblioteca Nacional en Quito y se abrieron bibliotecas en Ambato, Azogues, Guano, Yaguachi y Salitre. Se dio autonomía a la Junta de Beneficencia de Guayaquil. Se trajo a una Misión Militar Italiana para asesorar a las Fuerzas Armadas, se abrieron la Academia de Guerra y la Escuela de Policía. El avión "El Telégrafo" pilotado por el italiano Elia Liut cruzó por primera vez los Andes ecuatorianos el 4 de noviembre de 1920; se fundó la primera Escuela de Aviación en Guayas y la Fuerza Aérea Ecuatoriana. 
Los bancos se multiplicaron: La Previsora, el Nacional de Crédito y el de Descuento en Guayaquil, el del Tungurahua y la Sociedad Bancaria del Chimborazo, mientras la deuda interna del Estado principalmente con los bancos Comercial y Agrícola y del Ecuador, de Guayaquil y con el Pichincha, de Quito, había llegado ya en 1920 a los 15 millones y medio de sucres. Al día siguiente de la matanza del 15 de noviembre de 1922, el gobierno de Tamayo decretó la incautación de giros en un ilusorio intento por frenar la subida del dólar. Los periódicos también se multiplicaron: El Universo en 1921, El Mercurio en 1922 y La Prensa en 1923. Luis Napoleón Dillon estableció en 1922, en Quito, la fábrica textil "La Internacional", y en esa misma ciudad abrió sus puertas el primer templo Evangélico del Ecuador. Tamayo emprendió un ambicioso plan de obras públicas y caminos, buena parte del cual no se ejecutó por falta de financiamiento, y se empeñó en reanudar los pagos de la deuda externa para poder acceder al crédito extranjero. Pero había hambre y desempleo en la masa popular. En 1921, los indios se levantaron en Guano, Cubijíes y Paquicahuán para protestar contra las leyes de impuestos territoriales y en 1923 los indios se sublevaron en la hacienda de Leito, Tungurahua, donde la Fuerza Pública los reprimió con ferocidad. En 1922, apareció el libro El indio ecuatoriano, de Pío Jaramillo Alvarado, futuro ministro de Gobierno del régimen de Gonzalo Córdova, ensayo capital en la literatura indigenista latinoamericana. En el asunto territorial con Perú, Ecuador se ponía bajo la tutela de los Estados Unidos que empezaron a constituirse en el Gran Componedor. Por el protocolo Ponce-Castro Oyanguren del 21 de junio de 1924, los gobiernos peruano y ecuatoriano enviaron delegados a Washington para tratar amistosamente el problema de los límites.

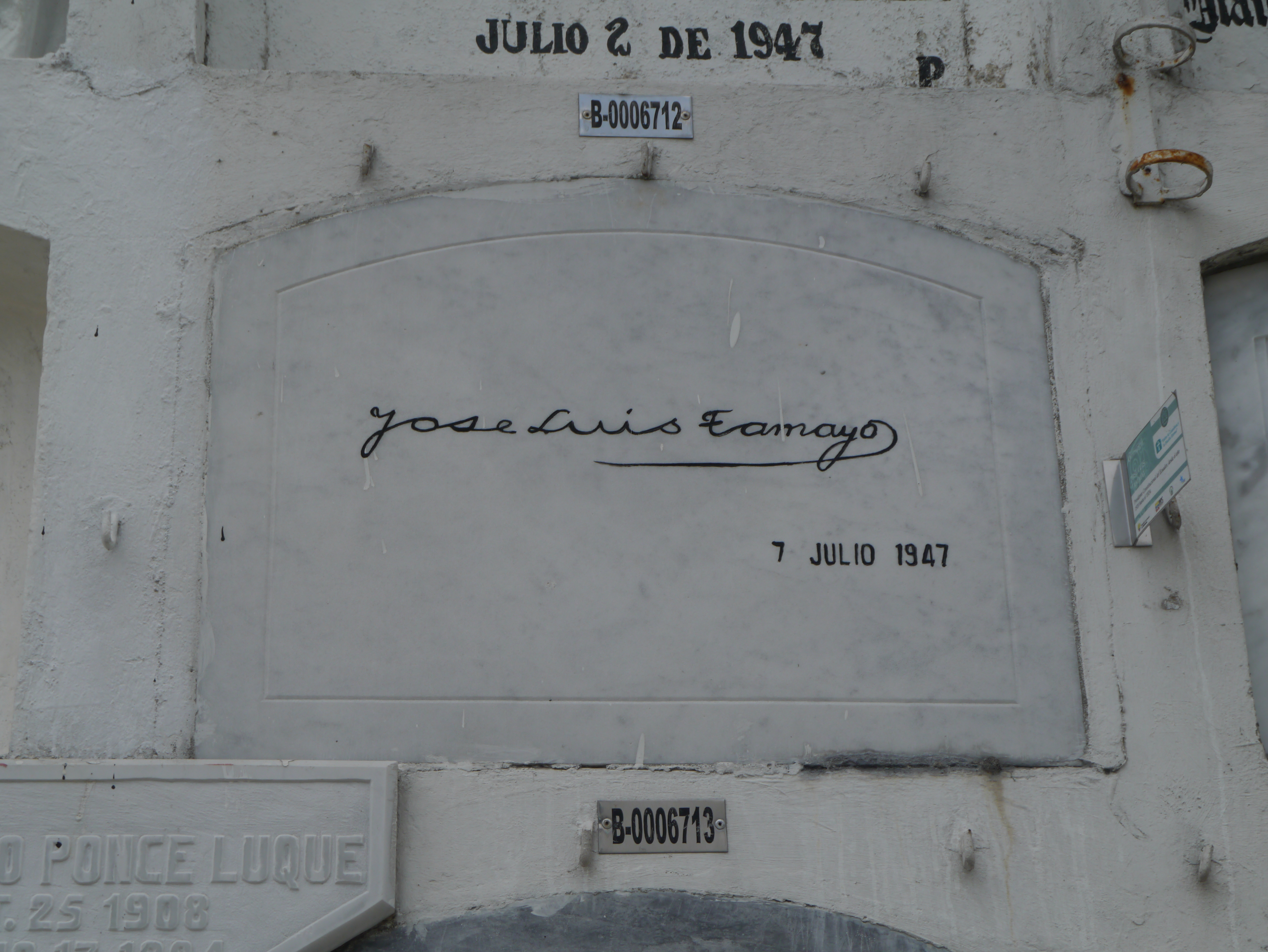
Lápida de José Luis Tamayo en el Cementerio General de Guayaquil.

Todo esto anunciaba el fin de una época. El Partido Liberal, sacudido por la masacre del 15 de noviembre, celebró una asamblea para remozarse, se abrió a avanzadas tesis socialistas que nunca puso en práctica, y renovó su fe en el laicismo. Era 1923. Dos años más tarde, también se habría de renovar el Partido Conservador y en 1926 nacería el Partido Socialista. Nada extraño entonces que la Plutocracia escogiera para la presidencia al liberal Gonzalo Córdova, más afín con la nueva dirección del liberalismo. Sus contrincantes, el conservador Jacinto Jijón y Caamaño, ideólogo de la renovación del partido, y el hacendado socializante coronel Juan Manuel Lasso Ascásubi, que gozaba de gran popularidad, terciaron en la lid sin probabilidad ninguna de triunfar, pues las elecciones fueron fraudulentas como lo habían sido en todo el período de los gobiernos liberales. 

### Ministros de Estado
| Ministerio                          | Ministro                |
| ----------------------------------- | ----------------------- |
| Ministerio de Guerra y Marina       | Octavio G. Icaza        |
| Ministerio de Instrucción Pública   | Pablo A. Vásconez       |
| Ministerio del Interior             | Delfín B. Treviño       |
| Ministerio de Hacienda              | Gustavo Aguirre Overweg |
| Ministerio de Relaciones Exteriores | Clemente Ponce          |
| Ministerio de Relaciones Exteriores | José Rafael Bustamante  |

Fuente: